# ぺぽ
ぺぽ（英 :Pepo、2006年5月28日 - ）は、日本のプロゲーマー、ストリーマー、YouTuber。Crazy Raccoon所属。本名は野村悠真（のむら ゆうま）。プレイタイトルは『Fortnite』。

## 来歴
2021年4月11日、eスポーツチーム「Liberta Building」のFortnite部門に加入し、本格的な活動を始めた。同年9月13日を以って同チームを脱退したのち、2022年9月28日にはCrazy RaccoonのFortnite部門に加入した。2023年6月には、⽇本ライフル射撃協会よりオリンピックeスポーツシリーズ2023の射撃競技における日本代表に選出された。大会は同月24日に行われ、結果は初回の予選タイムトライアルで10位となり、予選敗退となった。

## 大会成績

### 大会
- 2021年11月21日 - FNCS Grand Royale Finals (アジア大会) - 2位（with Crazy Raccoon Ruri , A2 Esports こよた）[10]
- 2022年05月29日 - FNCS Grand Royale Finals (アジア大会) - 1位（with Crazy Raccoon Runa）[10]
- 2023年6月24日 - オリンピックeスポーツシリーズ2023 射撃 - 10位[11]

### 世界大会
- 2022年11月14日 - Fortnite Champion Series Invitational 2022 - 34位（with Crazy Raccoon Runa）[12]
- 2023年10月16日 - FNCS global Championship 2023 - 34位[13]（with ZETADIVIDION®️   Zagou）[14]

### アジア大会
- チャプター3シーズン1 FNCS 決勝（アジア） - 1位（with Crazy Raccoon Runa）[15]